# Batalla de Tannenberg (1914)
La batalla de Tannenberg fou una batalla del front oriental de la I Guerra Mundial que va enfrontar el II exèrcit rus, sota comandament d'Aleksandr Samsónov i el VIII exèrcit alemany a les ordres de Paul von Hindenburg entre el 25 d'agost i el 30 d'agost de 1914. Fou una gran operació d'envoltament, destacable per l'ús del ferrocarril per al transport ràpid de tropes entre dos punts del front, que resultà en una clara derrota russa i implicà la renúncia a la penetració cap a Prússia Oriental.
Malgrat que la batalla es produí vora la vila de Hohenstein (actualment Olsztynek), els alemanys la van batejar com a batalla de Tannenberg com a símbol de la «revenja» per la batalla medieval de Tannenberg o de Grunwald, de 1410, en què polonesos i lituans van derrotar els cavallers de l'Orde Teutònic.

## Prolegòmens
Després de la retirada cap al Vístula del VIII exèrcit alemany, sota les ordres de Maximilian von Prittwitz, a conseqüència de la batalla de Gumbinnen, Helmuth von Moltke, el cap de l'Estat Major alemany, enfurismat per aquesta decisió de retirada de Prússia Oriental, va cridar Prittwitz i el seu segon, Georg von Waldersee, a Berlín per destituir-los dels seus càrrecs. Fent tornar del seu retir a Paul von Hindenburg, Moltke el va nomenar per a assumir el comandament del VIII exèrcit, i li assignà com a cap d'Estat Major Erich Ludendorff, que acabava de destacar al front occidental amb la presa de la ciutat belga de Lieja.
La retirada cap al Vístula no havia estat completada quan Hindenburg va arribar a la zona el 23 d'agost per prendre possessió del seu càrrec. Després de consultes amb Ludendorff i amb el coronel Max Hoffman, segon cap d'operacions, Hindenburg va aconseguir aturar la retirada i va decidir reunir les seves tropes per llançar una ofensiva contra el II exèrcit rus de Samsónov que pujava des del sud. Per a això va traslladar cap al sud-oest bona part de les divisions que estaven concentrades a la zona nord-est, davant del I exèrcit rus de Paul von Rennenkampf, que avançava molt lentament per un territori plagat de boscos i petits llacs que facilitaven la defensa i no representava una amenaça immediata; tot i així el pla era arriscat, ja que si Rennenkampf descobria la situació podia intentar avançar ràpidament cap a Königsberg, que quedava poc protegit. En qualsevol cas, utilitzant la línia ferroviària transversal, Hoffmann aconseguí dur ràpidament una gran quantitat de tropes a pocs quilòmetres de l'exèrcit de Samsónov.
Els russos, per la seva banda, estaven ja molt allunyats de les terminals ferroviàries i la seva capacitat de moviment quedava limitada. Samsónov, que tenia una llarga enemistat amb Rennenkampf, es dirigí cap al nord-oest per intentar tallar la retirada de Prittwitz, en comptes de mantenir el contacte amb el I exèrcit de Rennenkampf, sense adonar-se que els alemanys ja estaven preparant un contraatac.

## Desenvolupament

### Primers moviments
Ja el 22 d'agost, abans de l'arribada de Hindenburg, les tropes de Samsónov havien contactar amb els alemanys en tot el seu front d'avenç i havien aconseguit fer-los retirar en alguns llocs. El dia 24 es produí un enfrontament menor a Orlau-Frankenau, on les tropes alemanyes del 20è cos del VIII exèrcit, fortament atrinxerades, van aturar l'avenç alemany. Nogensmenys, Samsónov considerà que això li donava l'oportunitat d'aïllar completament aquest cos d'exèrcit, ja que, segons les seves informacions, els flancs estaven lliures. Ordenà a la major part de les seves unitats que avancessin cap al nord-oest, cap al Vístula, i només deixà el 6è cos del seu exèrcit per avançar cap al nord al seu objectiu original, Seeburg.

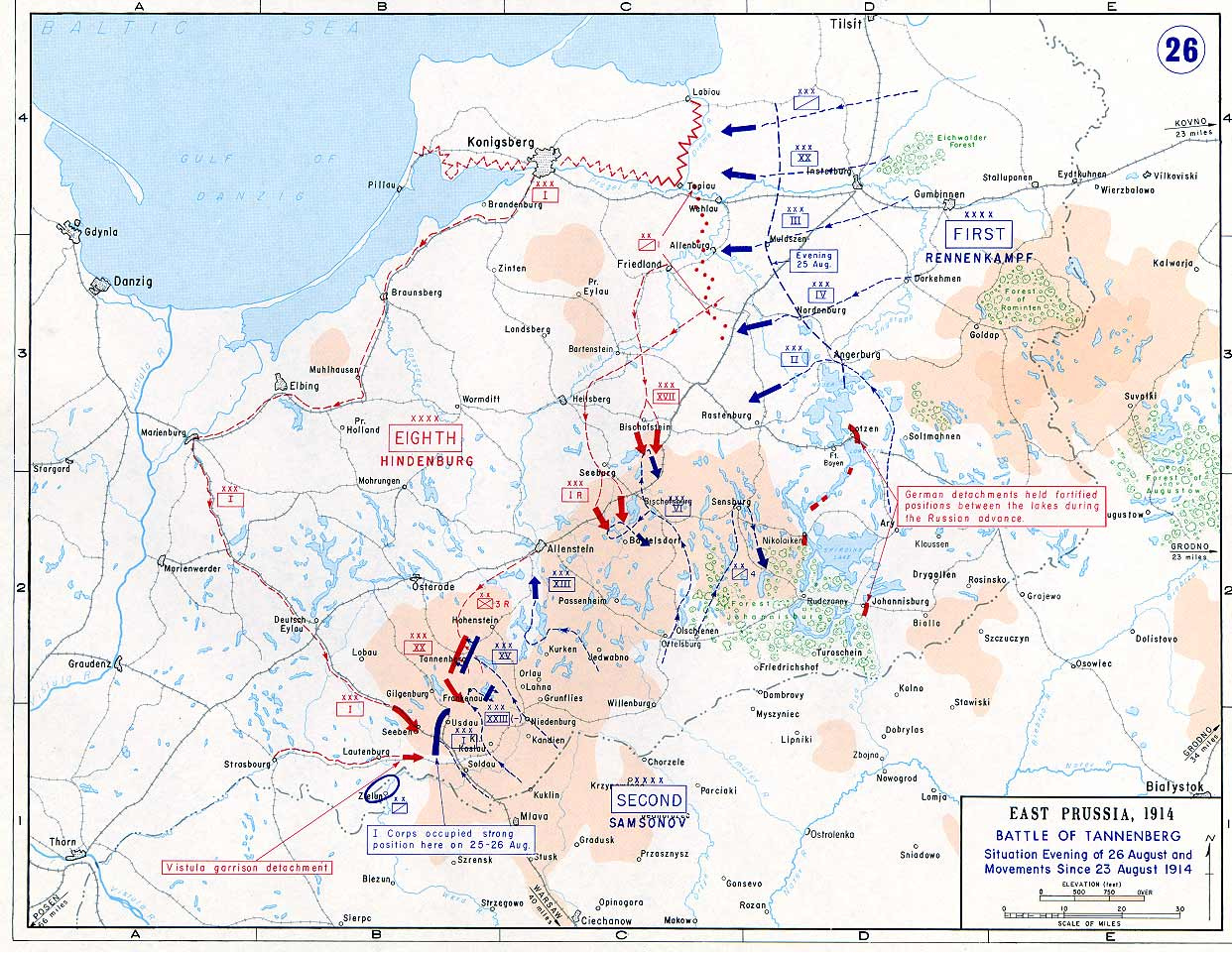
Moviments del 23 d'agost al 26 d'agost.

Ludendorff ordenà al 1r cos de Hermann von François iniciar un atac el 25 d'agost a l'esquerra de Samsónov, a Usdau, el 25 d'agost. François no feu cas de l'ordre i preferí esperar que el seu suport d'artilleria estigués preparat, cosa que no succeiria fins al 27 d'agost. Ludendorff i Hoffmann viatjaren personalment per trobarse amb von François i donar-li l'ordre en persona. Finalment François acordà iniciar l'atac el dia previst. Posteriorment Hoffmann rebé missatges interceptats de les comunicacions russes que confirmaven que Rennenkampf seguiria el seu pla, ignorant les accions de Samsónov, tal com Hoffmann esperava. D'aquesta manera, el I exèrcit de Rennenkampf no representaria cap amenaça directa durant els dies vinents. Els missatges interceptats també confirmaven que Samsónov seguiria avançant, pensant que l'exèrcit alemany seguia en retirada.
Ludendorff i Hindenburg dubtaren dels missatges interceptats, ja que havien estat realitzats sense cap mena de codificació però finalment tots els indicis apuntaren que les informacions eren correctes. Certament, durant els primers mesos de la guerra les comunicacions per ràdio de l'exèrcit rus es realitzaren, sorprenentment, sense cap mena de codificació, cosa que permeté als alemanys tenir informació de primera mà sobre els plans enemics de forma rutinària. En definitiva, doncs, l'atac del 1r cos de von François s'iniciaria segons el previst sobre el flanc esquerre rus el 25 d'agost, mentre s'ordenava al 17è cos que es desplacés ràpidament cap al sud per trobar el flanc dret de Samsónov. Nogensmenys, von François tornà a protestar per la manca de suport d'artilleria i entre ordres i contraordres aconseguí retardar l'inici de l'atac fins al 27 d'agost.

### Batalla
A causa del retard de von François, finalment fou el 17è cos que inicià la batalla al flanc dret de Samsónov el dia 26 d'agost. Les tropes alemanyes trobaren dues divisions del 6è cos rus a la vora de Seeburg i Bischofstein i ràpidament aconseguiren fer-les retirar desorganitzadament, de forma que tot el flanc dret del II exèrcit quedava exposat. Mentrestant, l'avenç rus cap a Tannenberg seguia blocat pel 20è cos alemany, alhora que, a la part central del front, el 13è cos rus sí podia avançar sense oposició cap a Allenstein.
El dia 27 von François inicià el seu atac sobre el front esquerre rus, on es trobava el 1r cos. La insistència prèvia de von François en el suport d'artilleria quedà confirmada, ja que resultà decisiva en l'atac alemany. Cap al vespre d'aquell dia les tropes russes d'aquest sector començaven a retirar-se. Per estabilitzar les línies Samsónov ordenà a l'aparentment reeixit 13è cos que abandonés Allenstein, tot just capturat, i dirigir-se al sud-oest per ajudar a les tropes bloquejades a Tannenberg. Quan es completà aquesta maniobra, la major part del II exèrcit es trobava a la zona de Tannenberg, amb el 13è cos acabat d'arribar, el 15è cos i parts del 23è cos.

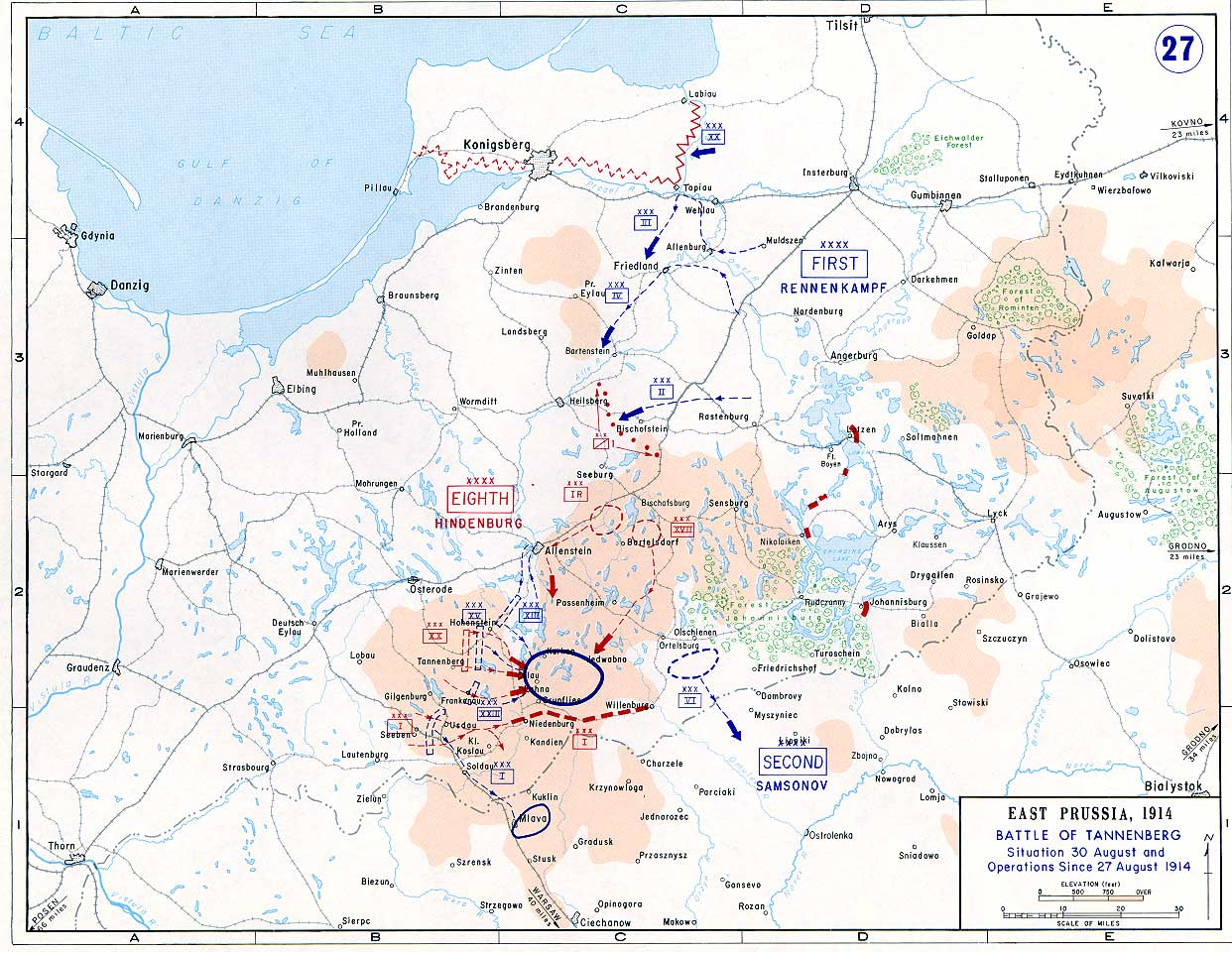
Moviments del 27 d'agost al 30 d'agost.

Al vespre del 28 d'agost quedà clar el perill potencial en què es trobaven els russos. El 1r cos al flanc esquerre i el 6è cos al dret es trobaven en retirada. A la zona central les tropes estaven bloquejades i tenien greus problemes de subministrament. L'única opció de Samsónov era ordenar una retirada general cap al sud-est per reorganitzar les línies. Al mateix temps demanà a Rennenkampf que aturés el seu avenç cap a Königsberg i girés cap al sud-oest per ajudar-lo. Malauradament per a les tropes russes, en aquest moment von François ja havia avançat cap a l'est, envoltant el flanc esquerre rus, i formà una línia al sud de les tropes russes entre Niedenburg i Willenburg, tallant la retirada. Al mateix temps, el 17è cos al nors s'havia desplaçat cap al sud-oest per contactar amb von François, tancant d'aquesta manera un encerclament complet de l'exèrcit de Samsónov. L'endemà les tropes russes del centre en retirada es trobaren amb les alemanyes i s'adonaren que estaven envoltats. Diverses unitats es rendiren i altres formaren un nucli de resistència a l'est de Tannenberg, a prop de Frogenau, que fou reduït durant el 29 d'agost.
Els intents del I exèrcit per ajudar les tropes de Samsónov arribaren massa tard. Les poques tropes que Hindenburg i Ludendorff havien deixat a la zona nord es mostraren prou efectives per enlentir les maniobres de Rennenkampf i quan la batalla ja havia acabat les unitats més avançades encara eren a uns 70 quilòmetres de Tannenberg. És més, ara el I exèrcit s'havia dispersat molt i resultava vulnerable als possibles atacs alemanys. Les darreres unitats russes es rendiren o foren capturades el 30 d'agost. En total els russos tingueren a la vora de 30.000 baixes i els alemanys feren 95.000 presoners i capturaren més de 500 canons; només 10.000 homes, principalment dels cossos situats als flancs, aconseguiren escapar. El II exèrcit rus havia deixat d'existir i Samsónov, que havia aconseguit escapar, preferí suïcidar-se abans d'haver de comunicar el desastre al tsar.

### Moviments posteriors
Després de la batalla el VIII exèrcit alemany només s'havia d'enfrontar al I exèrcit rus, que després de les maniobres per intentar ajudar Samsónov, havia quedat en una posició força vulnerable. En una sèrie de batalles posteriors, especialment la primera batalla dels llacs Masurians, el I exèrcit també fou destruït quasi completament i les restes hagueren de tornar a travessar la frontera. D'aquesta manera finalitzava l'ofensiva inicial russa per envair la Prússia Oriental.

## Conseqüències
El resultat espectacular de la batalla convertí Hindenburg i Ludendorff en herois nacionals i els propulsà cap a una carrera meteòrica que els duria a dur les regnes de tota l'estratègia de les potències centrals durant la segona meitat de la guerra, amb una autoritat que ni tan sols Guillem II gosava contradir.
Per a Rússia la batalla fou un cop dur, però aconseguí suplir les pèrdues humanes i materials amb rapidesa i, malgrat la posterior derrota de Rennenkampf amb el I exèrcit, encara representaria una amenaça per a les fronteres alemanyes durant dos anys més.

## Ordre de batalla

### Rússia
| I EXÈRCIT General Paul von Rennenkampf - II cos - 26a divisió d'infanteria - 43a divisió d'infanteria - III cos - 25a divisió d'infanteria - 27a divisió d'infanteria - IV cos - 28a divisió d'infanteria - 29a divisió d'infanteria - Sense assignar - 56a divisió d'infanteria - 1a divisió de guardes de cavalleria - 2a divisió de guardes de cavalleria - 1a brigada de cavalleria independent - 1a brigada d'artilleria pesant | II EXÈRCIT General Aleksandr Samsónov - I cos - 22a divisió d'infanteria - 24a divisió d'infanteria - VI cos - 4a divisió d'infanteria - 16a divisió d'infanteria - XIII cos - 1a divisió d'infanteria - 36a divisió d'infanteria - XV cos - 6a divisió d'infanteria - 8a divisió d'infanteria - XXIII cos - 3a divisió de guardes d'infanteria - 2a divisió d'infanteria - Sense assignar - 4a divisió de cavalleria - 6a divisió de cavalleria - 15a divisió de cavalleria - 1a brigada de rifles - 2a brigada d'artilleria pesant |

### Alemanya
| VIII EXÈRCIT Mariscal de camp Paul von Hindenburg, comandant General Erich Ludendorff, cap d'estat major Coronel Max Hoffmann, cap d'operacions                                                                         | | | |
| - I cos - 1a divisió d'infanteria - 1a brigada d'infanteria - 2a brigada d'infanteria - 1a brigada d'artilleria de campanya - 8a d'Uhlans - 2a divisió d'infanteria - 3a brigada d'infanteria - 4a brigada d'infanteria | - XVII cos - 35a divisió d'infanteria - 70a brigada d'infanteria - 87a brigada d'infanteria - 35a brigada d'artilleria de campanya - 4a de Jager zu Pferde - 36a divisió d'infanteria - 69a brigada d'infanteria - 71a brigada d'infanteria - 35a brigada d'artilleria de campanya - 5a d'Hussars | - XX cos - 37a divisió d'infanteria - 73a brigada d'infanteria - 75a brigada d'infanteria - 37a brigada d'artilleria de campanya - 11a de dragons - 41a divisió d'infanteria - 72a brigada d'infanteria - 74a brigada d'infanteria - 41a brigada d'artilleria de campanya - 10a de dragons | - I cos de reserva - 1a divisió de reserva - 1a brigada d'infanteria de reserva - 72a brigada d'infanteria de reserva - 1a d'artilleria de campanya de reserva - 3a divisió de reserva - 5a brigada d'infanteria de reserva - 6a brigada d'infanteria de reserva - 3a d'artilleria de campanya de reserva - 5a de dragons de reserva - 1a d'uhlans de reserva - 36a divisió de reserva - 69a brigada d'infanteria de reserva - 70a brigada d'infanteria de reserva - 36a d'artilleria de campanya de reserva - 1a d'hússars de reserva - 1a divisió del Landwehr - 33a brigada mixta del Landwehr - 34a brigada mixta del Landwehr - Regiment de cavalleria del Landwehr - 1a divisió de cavalleria - 1a brigada de cavalleria - 2a brigada de cavalleria - 4a brigada de cavalleria |